# Euphausia krohni
Euphausia krohni är en kräftdjursart som först beskrevs av Brandt 1851.  Euphausia krohni ingår i släktet Euphausia och familjen lysräkor. Arten är reproducerande i Sverige. Inga underarter finns listade i Catalogue of Life.